# Supercoupe du Vietnam de football
La Supercoupe du Viêt Nam de football est une compétition de football créée en 1999 opposant le champion du Viêt Nam au vainqueur de la coupe du Viêt Nam, disputée en un match unique.

## Histoire

### Palmarès par édition
| N° | Édition | Vainqueur                 | Score        | Finaliste            | Lieu de la finale                   | Affluence    |
| -- | ------- | ------------------------- | ------------ | -------------------- | ----------------------------------- | ------------ |
| 1  | 1999    | Thể Công                  | 3-0          | Cong An Ho Chi Minh  | Stade de Hanoï, Hanoï               |              |
| 2  | 2000    | Sông Lam Nghệ An          | 2-0          | Cảng Sài Gòn         | Stade de Hanoï, Hanoï               |              |
| 3  | 2001    | Sông Lam Nghệ An          | 1-1          | Cảng Sài Gòn         | Stade Thống Nhất, Hô Chi Minh-Ville |              |
| 3  | 2001    | Sông Lam Nghệ An          | 2-0          | Cảng Sài Gòn         | Stade Vinh, Vinh                    |              |
| 4  | 2002    | Sông Lam Nghệ An          | 5-2          | Cảng Sài Gòn         | Stade Vinh, Vinh                    |              |
| 5  | 2003    | Hoàng Anh Gia Lai         | 1-1          | Bình Định            | Stade Quy Nhơn, Quy Nhơn            |              |
| 5  | 2003    | Hoàng Anh Gia Lai         | 2-1          | Bình Định            | Stade Pleiku, Pleiku                |              |
| 6  | 2004    | Hoàng Anh Gia Lai         | 3-1          | Hoa Lâm Bình Định    | Stade Lạch Tray, Haïphong           |              |
| 7  | 2005    | Mitsustar Haier Hải Phòng | 2-1          | Đồng Tâm Long An     | Stade Lạch Tray, Haïphong           |              |
| 8  | 2006    | Đồng Tâm Long An          | 2-0          | Hòa Phát Hà Nội      | Stade Long An, Tân An               |              |
| 9  | 2007    | Becamex Bình Dương        | 3-1          | Đạm Phú Mĩ Nam Định  | Stade Gò Đậu, Thủ Dầu Một           |              |
| 10 | 2008    | Becamex Bình Dương        | 4-0          | Hanoi FC (1956)      | Stade Gò Đậu, Thủ Dầu Một           |              |
| 11 | 2009    | Lam Sơn Thanh Hóa         | 1-1, 4-3 tab | Đà Nẵng Club         | Stade Ninh Bình, Ninh Bình          |              |
| 12 | 2010    | Hanoi FC                  | 2-2, 4-2 tab | Sông Lam Nghệ An     | Stade Hàng Đẫy, Hanoï               |              |
| 13 | 2011    | Sông Lam Nghệ An          | 1-1, 3-1 tab | Navibank de Saïgon   | Stade Vinh, Vinh                    | 12 000       |
| 14 | 2012    | Đà Nẵng Club              | 4-0          | Xuan Thanh de Saïgon | Stade Chi Lăng, Da Nang             |              |
| 15 | 2013    | Vissai Ninh Bình          | 2-2, 5-4 tab | Hanoi FC             | Stade Ninh Bình, Ninh Bình          | 5 000        |
| 16 | 2014    | Becamex Bình Dương        | 1-0          | Hải Phòng FC         | Stade Gò Đậu, Thủ Dầu Một           | 8 000        |
| 17 | 2015    | Becamex Bình Dương        | 2-0          | Hanoi FC             | Stade Thanh Hóa, Thanh Hóa          | 2 000        |
| 18 | 2016    | Than Quang Ninh           | 3-3, 4-2 tab | Hanoi FC             | Stade Hàng Đẫy, Hanoï               | 4 000        |
| 19 | 2017    | Quảng Nam                 | 1-0          | Sông Lam Nghệ An     | Stade Hàng Đẫy, Hanoï               | 15 000       |
| 20 | 2018    | Hanoi FC                  | 2-0          | Becamex Bình Dương   | Stade Hàng Đẫy, Hanoï               | 12 000       |
| 21 | 2019    | Hanoi FC                  | 2-1          | Hô Chi Minh-Ville FC | Stade Thống Nhất, Hô Chi Minh-Ville | 200          |
| 22 | 2020    | Hanoi FC                  | 1-0          | Viettel FC           | Stade Hàng Đẫy, Hanoï               | 4 200        |
| -  | 2021    | Non disputée              | Non disputée | Non disputée         | Non disputée                        | Non disputée |
| 23 | 2022    | Hanoi FC                  | 2-0          | Hải Phòng FC         | Stade Hàng Đẫy, Hanoï               | 10 000       |
| 24 | 2023    | Thanh Hóa FC              | 3-1          | Cong An Ha Noi FC    | Stade Hàng Đẫy, Hanoï               | 7 000        |

## Source
- (en) Palmarès sur RSSSF.com